# 大阪市立南港光小学校
大阪市立南港光小学校（おおさかしりつ なんこうひかりしょうがっこう）は、大阪府大阪市住之江区にある公立小学校。
南港ポートタウンの開発に伴い、ポートタウンで最初の小学校として1977年に開校した。

## 沿革
- 1977年 - 大阪市立南港光小学校として開校。
- 1980年4月 - 大阪市立南港緑小学校を分離。
- 1981年4月 - 大阪市立南港桜小学校を分離。
- 1985年2月 - 大阪市歯科医師会より「よい歯の学校」として表彰を受賞。
- 1994年6月 - 学校給食が優秀として、大阪府保健体育センターより表彰。
- 1995年1月17日 - 阪神・淡路大震災で校舎被害。
- 2019年4月1日 - 通学区域変更により、南港北1丁目29番を編入[1]。

## 通学区域
- 大阪市住之江区 南港中4丁目、南港東6丁目-9丁目、南港北1丁目29番。

卒業生は大阪市立南港北中学校に進学する。

## 交通
- ニュートラム ポートタウン西駅 北へ約300m。